# Batrachedra unifasciella
Batrachedra unifasciella is een vlinder uit de familie van de smalvleugelmotten (Batrachedridae). De wetenschappelijke naam van de soort is voor het eerst geldig gepubliceerd in 1969 door Kasy.